# Southern Pacific (banda)
Southern Pacific fue un grupo de música country estadounidense formado en San Francisco, California en 1983 y que estuvo en activo hasta 1991.
Entre sus temas más conocidos se encuentran singles como Any Way the Wind Blows y New Shade of Blue, la primera formó parte de la banda sonora del film Pink Cadillac y la segunda fue la pista más exitosa de noviembre de 1988 en la lista de charts.
A lo largo de los años ha obtenido reconocimientos tales como la denominación de "Grupo Country del Año" y tener su nombre en el Paseo de las Estrellas en Nashville, Tennessee.

## Historia
Se formó en 1983 por los exmiembros de Doobie Brothers: Keith Knudsen, John McFee y el bajista Jerry Scheff. Otros integrantes originales fueron Tim Goldman y Glen Hardin como vocalista y organista respectivamente. En 1984 firmaron su primer contrato con Warner Bros. Records y publicaron su álbum de debut. Al año después Scheff y Hardin dejan la formación y son reemplazados por Stu Cook (procedente de Creedence Clearwater Revival) y Kurt Howell respectivamente. En 1986 grabaron Killbilly Hill. Con la publicación de este segundo trabajo se produce la marcha de Timothy Goldman en pro de seguir su carrera en solitario siendo sustituido por David Jenkins (antiguo miembro de Pablo Cruise) mientras seguían trabajando en la producción del tercer álbum: Zuma, el cual incluye el sencillo New Shade of Blue. Finalmente la banda estuvo hasta 1991 como cuarteto tras la enésima marcha de alguno de los integrantes, esta vez de Jenkins. En 1989 publicaron su último trabajo: County Line y dos años después un grandes éxitos.

## Discografía

### Álbumes de estudio
| Título           | Observaciones                                                                    | Puesto en el chart |
| Título           | Observaciones                                                                    | Top Country        |
| ---------------- | -------------------------------------------------------------------------------- | ------------------ |
| Southern Pacific | - Fecha de lanzamiento: 1985 - Discográfica: Warner Bros. Records                | 25                 |
| Killbilly Hill   | - Fecha de lanzamiento: 1986 - Discográfica: Warner Bros. Records                | 35                 |
| Zuma             | - Fecha de lanzamiento: 21 de junio de 1988 - Discográfica: Warner Bros. Records | 27                 |
| County Line      | - Fecha de lanzamiento: 1990 - Discográfica: Warner Bros. Records                | 42                 |

### Recopilatorios
| Título        | Observaciones                                                     |
| ------------- | ----------------------------------------------------------------- |
| Greatest Hits | - Fecha de lanzamiento: 1991 - Discográfica: Warner Bros. Records |